# Mariola Wołk
Mariola Barbara Wołk – polska językoznawczyni, doktor habilitowany, profesor uczelni Uniwersytetu Warmińsko-Mazurskiego w Olsztynie.

## Życiorys
Rozpoczęła studia polonistyczne w Wyższej Szkole Pedagogicznej w Olsztynie, aby w 2000 otrzymać tytuł zawodowy magistra na Uniwersytecie Warmińsko-Mazurskim w Olsztynie. Studia doktoranckie w zakresie językoznawstwa odbyła na Wydziale Filologicznym Uniwersytetu Mikołaja Kopernika w Toruniu. Promotorem pracy doktorskiej był prof. Adam Dobaczewski.
Pracuje na Wydziale Humanistycznym UWM w Katedrze Języka Polskiego i Logopedii.
Jest członkinią Polskiego Towarzystwa Językoznawczego, Polskiego Towarzystwa Logopedycznego, Stowarzyszenia Slawistów POLYSLAV, Towarzystwa Miłośników Języka Polskiego.

## Publikacje
- Nonsens i zjawiska pokrewne. Studium semantyczne, Olsztyn 2014 ISBN 978-83-7299-872-9
- Ogłoszenie jako akt mowy i gatunek tekstu. Studium z semantyki i składni, Toruń 2007 ISBN 978-83-89588-81-4